# Liste des subdivisions administratives du Sichuan

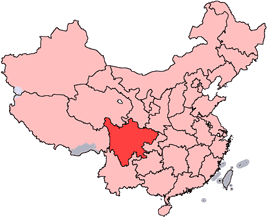
Le Sichuan

La structure administrative du Sichuan, province de la république populaire de Chine, est constituée des trois niveaux suivants :
- 21 subdivisions de niveau préfecture
  - 18 villes-préfectures
  - 3 préfectures autonomes
- 181 subdivisions de niveau district
  - 14 villes-districts
  - 119 xian
  - 4 xian autonomes
  - 44 districts
- 4782 subdivisions de niveau canton
  - 1865 bourgs
  - 2586 cantons
  - 93 cantons ethniques
  - 238 sous-districts

La table ci-dessous donne uniquement la liste des subdivisions de niveau préfecture et de niveau district.
| Niveau préfecture                                                                            | Niveau district                 | Niveau district     | Niveau district            |
| Niveau préfecture                                                                            | Nom                             | Chinois (simplifié) | Pinyin                     |
| -------------------------------------------------------------------------------------------- | ------------------------------- | ------------------- | -------------------------- |
| Ville de Chengdu 成都市 Chéngdū Shì                                                          | District de Qingyang            | 青羊区              | Qīngyáng Qū                |
| Ville de Chengdu 成都市 Chéngdū Shì                                                          | District de Jinjiang            | 锦江区              | Jǐnjiāng Qū                |
| Ville de Chengdu 成都市 Chéngdū Shì                                                          | District de Jinniu              | 金牛区              | Jīnniú Qū                  |
| Ville de Chengdu 成都市 Chéngdū Shì                                                          | District de Wuhou               | 武侯区              | Wǔhóu Qū                   |
| Ville de Chengdu 成都市 Chéngdū Shì                                                          | District de Chenghua            | 成华区              | Chénghuá Qū                |
| Ville de Chengdu 成都市 Chéngdū Shì                                                          | District de Longquanyi          | 龙泉驿区            | Lóngquányì Qū              |
| Ville de Chengdu 成都市 Chéngdū Shì                                                          | District de Qingbaijiang        | 青白江区            | Qīngbáijiāng Qū            |
| Ville de Chengdu 成都市 Chéngdū Shì                                                          | District de Xindu               | 新都区              | Xīndū Qū                   |
| Ville de Chengdu 成都市 Chéngdū Shì                                                          | District de Wenjiang            | 温江区              | Wēnjiāng Qū                |
| Ville de Chengdu 成都市 Chéngdū Shì                                                          | Ville de Dujiangyan             | 都江堰市            | Dūjiāngyàn Shì             |
| Ville de Chengdu 成都市 Chéngdū Shì                                                          | Ville de Pengzhou               | 彭州市              | Péngzhōu Shì               |
| Ville de Chengdu 成都市 Chéngdū Shì                                                          | Ville de Qionglai               | 邛崃市              | Qiónglái Shì               |
| Ville de Chengdu 成都市 Chéngdū Shì                                                          | Ville de Chongzhou              | 崇州市              | Chóngzhōu Shì              |
| Ville de Chengdu 成都市 Chéngdū Shì                                                          | Xian de Jintang                 | 金堂县              | Jīntáng Xiàn               |
| Ville de Chengdu 成都市 Chéngdū Shì                                                          | Xian de Shuangliu               | 双流县              | Shuāngliú Xiàn             |
| Ville de Chengdu 成都市 Chéngdū Shì                                                          | Xian de Pi                      | 郫县                | Pí Xiàn                    |
| Ville de Chengdu 成都市 Chéngdū Shì                                                          | Xian de Dayi                    | 大邑县              | Dàyì Xiàn                  |
| Ville de Chengdu 成都市 Chéngdū Shì                                                          | Xian de Pujiang                 | 蒲江县              | Pújiāng Xiàn               |
| Ville de Chengdu 成都市 Chéngdū Shì                                                          | Xian de Xinjin                  | 新津县              | Xīnjīn Xiàn                |
| Ville de Guangyuan 广元市 Guǎngyuán Shì                                                      | District de Shizhong            | 市中区              | Shìzhōng Qū                |
| Ville de Guangyuan 广元市 Guǎngyuán Shì                                                      | District de Yuanba              | 元坝区              | Yuánbà Qū                  |
| Ville de Guangyuan 广元市 Guǎngyuán Shì                                                      | District de Chaotian            | 朝天区              | Cháotiān Qū                |
| Ville de Guangyuan 广元市 Guǎngyuán Shì                                                      | Xian de Wangcang                | 旺苍县              | Wàngcāng Xiàn              |
| Ville de Guangyuan 广元市 Guǎngyuán Shì                                                      | Xian de Qingchuan               | 青川县              | Qīngchuān Xiàn             |
| Ville de Guangyuan 广元市 Guǎngyuán Shì                                                      | Xian de Jiange                  | 剑阁县              | Jiàngé Xiàn                |
| Ville de Guangyuan 广元市 Guǎngyuán Shì                                                      | Xian de Cangxi                  | 苍溪县              | Cāngxī Xiàn                |
| Ville de Mianyang 绵阳市 Míanyáng Shì                                                        | District de Fucheng             | 涪城区              | Fúchéng Qū                 |
| Ville de Mianyang 绵阳市 Míanyáng Shì                                                        | District de Youxian             | 游仙区              | Yóuxiān Qū                 |
| Ville de Mianyang 绵阳市 Míanyáng Shì                                                        | Ville de Jiangyou               | 江油市              | Jiāngyóu Shì               |
| Ville de Mianyang 绵阳市 Míanyáng Shì                                                        | Xian de Santai                  | 三台县              | Sāntái Xiàn                |
| Ville de Mianyang 绵阳市 Míanyáng Shì                                                        | Xian de Yanting                 | 盐亭县              | Yántíng Xiàn               |
| Ville de Mianyang 绵阳市 Míanyáng Shì                                                        | Xian d'An                       | 安县                | Ān Xiàn                    |
| Ville de Mianyang 绵阳市 Míanyáng Shì                                                        | Xian de Zitong                  | 梓潼县              | Zǐtóng Xiàn                |
| Ville de Mianyang 绵阳市 Míanyáng Shì                                                        | Xian de Pingwu                  | 平武县              | Píngwǔ Xiàn                |
| Ville de Mianyang 绵阳市 Míanyáng Shì                                                        | Xian autonome qiang de Beichuan | 北川羌族自治县      | Běichuān qiāngzú Zìzhìxiàn |
| Ville de Deyang 德阳市 Déyáng Shì                                                            | District de Jingyang            | 旌阳区              | Jīngyáng Qū                |
| Ville de Deyang 德阳市 Déyáng Shì                                                            | Ville de Shifang                | 什邡市              | Shífāng Shì                |
| Ville de Deyang 德阳市 Déyáng Shì                                                            | Ville de Guanghan               | 广汉市              | Guǎnghàn Shì               |
| Ville de Deyang 德阳市 Déyáng Shì                                                            | Ville de Mianzhu                | 绵竹市              | Miánzhú Shì                |
| Ville de Deyang 德阳市 Déyáng Shì                                                            | Xian de Luojiang                | 罗江县              | Luójiāng Xiàn              |
| Ville de Deyang 德阳市 Déyáng Shì                                                            | Xian de Zhongjiang              | 中江县              | Zhōngjiāng Xiàn            |
| Ville de Nanchong 南充市 Nánchōng Shì                                                        | District de Shunqing            | 顺庆区              | Shùnqìng Qū                |
| Ville de Nanchong 南充市 Nánchōng Shì                                                        | District de Gaoping             | 高坪区              | Gāopíng Qū                 |
| Ville de Nanchong 南充市 Nánchōng Shì                                                        | District de Jialing             | 嘉陵区              | Jiālíng Qū                 |
| Ville de Nanchong 南充市 Nánchōng Shì                                                        | Ville de Langzhong              | 阆中市              | Lángzhōng Shì              |
| Ville de Nanchong 南充市 Nánchōng Shì                                                        | Xian de Nanbu                   | 南部县              | Nánbù Xiàn                 |
| Ville de Nanchong 南充市 Nánchōng Shì                                                        | Xian de Xichong                 | 西充县              | Xīchōng Xiàn               |
| Ville de Nanchong 南充市 Nánchōng Shì                                                        | Xian de Yingshan                | 营山县              | Yíngshān Xiàn              |
| Ville de Nanchong 南充市 Nánchōng Shì                                                        | Xian de Yilong                  | 仪陇县              | Yílǒng Xiàn                |
| Ville de Nanchong 南充市 Nánchōng Shì                                                        | Xian de Peng'an                 | 蓬安县              | Péng'ān Xiàn               |
| Ville de Guang'an 广安市 Guǎng'ān Shì                                                        | District de Guang'an            | 广安区              | Guǎng'ān Qū                |
| Ville de Guang'an 广安市 Guǎng'ān Shì                                                        | Ville de Huaying                | 华蓥市              | Huāyíng Shì                |
| Ville de Guang'an 广安市 Guǎng'ān Shì                                                        | Xian de Yuechi                  | 岳池县              | Yuèchí Xiàn                |
| Ville de Guang'an 广安市 Guǎng'ān Shì                                                        | Xian de Wusheng                 | 武胜县              | Wǔshēng Xiàn               |
| Ville de Guang'an 广安市 Guǎng'ān Shì                                                        | Xian de Linshui                 | 邻水县              | Línshuǐ Xiàn               |
| Ville de Suining 遂宁市 Sùiníng Shì                                                          | District de Chuanshan           | 船山区              | Chuánshān Qū               |
| Ville de Suining 遂宁市 Sùiníng Shì                                                          | District d'Anju                 | 安居区              | Ānjū Qū                    |
| Ville de Suining 遂宁市 Sùiníng Shì                                                          | Xian de Pengxi                  | 蓬溪县              | Péngxī Xiàn                |
| Ville de Suining 遂宁市 Sùiníng Shì                                                          | Xian de Shehong                 | 射洪县              | Shèhóng Xiàn               |
| Ville de Suining 遂宁市 Sùiníng Shì                                                          | Xian de Daying                  | 大英县              | Dàyīng Xiàn                |
| Ville de Neijiang 内江市 Nèijiāng Shì                                                        | District de Shizhong            | 市中区              | Shìzhōng Qū                |
| Ville de Neijiang 内江市 Nèijiāng Shì                                                        | District de Dongxing            | 东兴区              | Dōngxīng Qū                |
| Ville de Neijiang 内江市 Nèijiāng Shì                                                        | Xian de Weiyuan                 | 威远县              | Wēiyuǎn Xiàn               |
| Ville de Neijiang 内江市 Nèijiāng Shì                                                        | Xian de Zizhong                 | 资中县              | Zīzhōng Xiàn               |
| Ville de Neijiang 内江市 Nèijiāng Shì                                                        | Xian de Longchang               | 隆昌县              | Lóngchāng Xiàn             |
| Ville de Leshan 乐山市 Lèshān Shì                                                            | District de Shizhong            | 市中区              | Shìzhōng Qū                |
| Ville de Leshan 乐山市 Lèshān Shì                                                            | District de Shawan              | 沙湾区              | Shāwān Qū                  |
| Ville de Leshan 乐山市 Lèshān Shì                                                            | District de Wutongqiao          | 五通桥区            | Wǔtōngqiáo Qū              |
| Ville de Leshan 乐山市 Lèshān Shì                                                            | District de Jinkouhe            | 金口河区            | Jīnkǒuhé Qū                |
| Ville de Leshan 乐山市 Lèshān Shì                                                            | Ville d'Emeishan                | 峨眉山市            | Éméishān Shì               |
| Ville de Leshan 乐山市 Lèshān Shì                                                            | Xian de Qianwei                 | 犍为县              | Qiánwéi Xiàn               |
| Ville de Leshan 乐山市 Lèshān Shì                                                            | Xian de Jingyan                 | 井研县              | Jǐngyán Xiàn               |
| Ville de Leshan 乐山市 Lèshān Shì                                                            | Xian de Jiajiang                | 夹江县              | Jiājiāng Xiàn              |
| Ville de Leshan 乐山市 Lèshān Shì                                                            | Xian de Muchuan                 | 沐川县              | Mùchuān Xiàn               |
| Ville de Leshan 乐山市 Lèshān Shì                                                            | Xian autonome yi d'Ebian        | 峨边彝族自治县      | Ébiān yízú Zìzhìxiàn       |
| Ville de Leshan 乐山市 Lèshān Shì                                                            | Xian autonome yi de Mabian      | 马边彝族自治县      | Mǎbiān yízú Zìzhìxiàn      |
| Ville de Zigong 自贡市 Zìgòng Shì                                                            | District de Ziliujing           | 自流井区            | Zìliújǐng Qū               |
| Ville de Zigong 自贡市 Zìgòng Shì                                                            | District de Da'an               | 大安区              | Dà'ān Qū                   |
| Ville de Zigong 自贡市 Zìgòng Shì                                                            | District de Gongjing            | 贡井区              | Gòngjǐng Qū                |
| Ville de Zigong 自贡市 Zìgòng Shì                                                            | District de Yantan              | 沿滩区              | Yántān Qū                  |
| Ville de Zigong 自贡市 Zìgòng Shì                                                            | Xian de Rong                    | 荣县                | Róng Xiàn                  |
| Ville de Zigong 自贡市 Zìgòng Shì                                                            | Xian de Fushun                  | 富顺县              | Fùshùn Xiàn                |
| Ville de Luzhou 泸州市 Lúzhōu Shì                                                            | District de Jiangyang           | 江阳区              | Jiāngyáng Qū               |
| Ville de Luzhou 泸州市 Lúzhōu Shì                                                            | District de Naxi                | 纳溪区              | Nàxī Qū                    |
| Ville de Luzhou 泸州市 Lúzhōu Shì                                                            | District de Longmatan           | 龙马潭区            | Lóngmǎtán Qū               |
| Ville de Luzhou 泸州市 Lúzhōu Shì                                                            | Xian de Lu                      | 泸县                | Lú Xiàn                    |
| Ville de Luzhou 泸州市 Lúzhōu Shì                                                            | Xian de Hejiang                 | 合江县              | Héjiāng Xiàn               |
| Ville de Luzhou 泸州市 Lúzhōu Shì                                                            | Xian de Xuyong                  | 叙永县              | Xùyǒng Xiàn                |
| Ville de Luzhou 泸州市 Lúzhōu Shì                                                            | Xian de Gulin                   | 古蔺县              | Gǔlìn Xiàn                 |
| Ville de Yibin 宜宾市 Yíbīn Shì                                                              | District de Cuiping             | 翠屏区              | Cuìpíng Qū                 |
| Ville de Yibin 宜宾市 Yíbīn Shì                                                              | Xian de Yibin                   | 宜宾县              | Yíbīn Xiàn                 |
| Ville de Yibin 宜宾市 Yíbīn Shì                                                              | Xian de Nanxi                   | 南溪县              | Nánxī Xiàn                 |
| Ville de Yibin 宜宾市 Yíbīn Shì                                                              | Xian de Jiang'an                | 江安县              | Jiāng'ān Xiàn              |
| Ville de Yibin 宜宾市 Yíbīn Shì                                                              | Xian de Changning               | 长宁县              | Chángníng Xiàn             |
| Ville de Yibin 宜宾市 Yíbīn Shì                                                              | Xian de Gao                     | 高县                | Gāo Xiàn                   |
| Ville de Yibin 宜宾市 Yíbīn Shì                                                              | Xian de Junlian                 | 筠连县              | Jūnlián Xiàn               |
| Ville de Yibin 宜宾市 Yíbīn Shì                                                              | Xian de Gong                    | 珙县                | Gǒng Xiàn                  |
| Ville de Yibin 宜宾市 Yíbīn Shì                                                              | Xian de Xingwen                 | 兴文县              | Xīngwén Xiàn               |
| Ville de Yibin 宜宾市 Yíbīn Shì                                                              | Xian de Pingshan                | 屏山县              | Píngshān Xiàn              |
| Ville de Panzhihua 攀枝花市 Pānzhīhuā Shì                                                    | District est                    | 东区                | Dōng Qū                    |
| Ville de Panzhihua 攀枝花市 Pānzhīhuā Shì                                                    | District ouest                  | 西区                | Xī Qū                      |
| Ville de Panzhihua 攀枝花市 Pānzhīhuā Shì                                                    | District de Renhe               | 仁和区              | Rénhé Qū                   |
| Ville de Panzhihua 攀枝花市 Pānzhīhuā Shì                                                    | Xian de Miyi                    | 米易县              | Mǐyì Xiàn                  |
| Ville de Panzhihua 攀枝花市 Pānzhīhuā Shì                                                    | Xian de Yanbian                 | 盐边县              | Yánbiān Xiàn               |
| Ville de Bazhong 巴中市 Bāzhōng Shì                                                          | District de Bazhou              | 巴州区              | Bāzhōu Qū                  |
| Ville de Bazhong 巴中市 Bāzhōng Shì                                                          | Xian de Tongjiang               | 通江县              | Tōngjiāng Xiàn             |
| Ville de Bazhong 巴中市 Bāzhōng Shì                                                          | Xian de Nanjiang                | 南江县              | Nánjiāng Xiàn              |
| Ville de Bazhong 巴中市 Bāzhōng Shì                                                          | Xian de Pingchang               | 平昌县              | Píngchāng Xiàn             |
| Ville de Dazhou 达州市 Dázhōu Shì                                                            | District de Tongchuan           | 通川区              | Tōngchuān Qū               |
| Ville de Dazhou 达州市 Dázhōu Shì                                                            | Ville de Wanyuan                | 万源市              | Wànyuán Shì                |
| Ville de Dazhou 达州市 Dázhōu Shì                                                            | District de Dachuan             | 达川区              | Dáchuān Qū                 |
| Ville de Dazhou 达州市 Dázhōu Shì                                                            | Xian de Xuanhan                 | 宣汉县              | Xuānhàn Xiàn               |
| Ville de Dazhou 达州市 Dázhōu Shì                                                            | Xian de Kaijiang                | 开江县              | Kāijiāng Xiàn              |
| Ville de Dazhou 达州市 Dázhōu Shì                                                            | Xian de Dazhu                   | 大竹县              | Dàzhú Xiàn                 |
| Ville de Dazhou 达州市 Dázhōu Shì                                                            | Xian de Qu                      | 渠县                | Qú Xiàn                    |
| Ville de Ziyang 资阳市 Zīyáng Shì                                                            | District de Yanjiang            | 雁江区              | Yànjiāng Qū                |
| Ville de Ziyang 资阳市 Zīyáng Shì                                                            | Ville de Jianyang               | 简阳市              | Jiǎnyáng Shì               |
| Ville de Ziyang 资阳市 Zīyáng Shì                                                            | Xian de Lezhi                   | 乐至县              | Lèzhì Xiàn                 |
| Ville de Ziyang 资阳市 Zīyáng Shì                                                            | Xian d'Anyue                    | 安岳县              | Ānyuè Xiàn                 |
| Ville de Meishan 眉山市 Méishān Shì                                                          | District de Dongpo              | 东坡区              | Dōngpō Qū                  |
| Ville de Meishan 眉山市 Méishān Shì                                                          | Xian de Renshou                 | 仁寿县              | Rénshòu Xiàn               |
| Ville de Meishan 眉山市 Méishān Shì                                                          | Xian de Pengshan                | 彭山县              | Péngshān Xiàn              |
| Ville de Meishan 眉山市 Méishān Shì                                                          | Xian de Hongya                  | 洪雅县              | Hóngyǎ Xiàn                |
| Ville de Meishan 眉山市 Méishān Shì                                                          | Xian de Danleng                 | 丹棱县              | Dānléng Xiàn               |
| Ville de Meishan 眉山市 Méishān Shì                                                          | Xian de Qingshen                | 青神县              | Qīngshén Xiàn              |
| Ville de Ya'an 雅安市 Yǎ'ān Shì                                                              | District de Yucheng             | 雨城区              | Yǔchéng Qū                 |
| Ville de Ya'an 雅安市 Yǎ'ān Shì                                                              | Xian de Mingshan                | 名山县              | Míngshān Xiàn              |
| Ville de Ya'an 雅安市 Yǎ'ān Shì                                                              | Xian de Yingjing                | 荥经县              | Yíngjīng Xiàn              |
| Ville de Ya'an 雅安市 Yǎ'ān Shì                                                              | Xian de Hanyuan                 | 汉源县              | Hànyuán Xiàn               |
| Ville de Ya'an 雅安市 Yǎ'ān Shì                                                              | Xian de Shimian                 | 石棉县              | Shímián Xiàn               |
| Ville de Ya'an 雅安市 Yǎ'ān Shì                                                              | Xian de Tianquan                | 天全县              | Tiānquán Xiàn              |
| Ville de Ya'an 雅安市 Yǎ'ān Shì                                                              | Xian de Lushan                  | 芦山县              | Lúshān Xiàn                |
| Ville de Ya'an 雅安市 Yǎ'ān Shì                                                              | Xian de Baoxing                 | 宝兴县              | Bǎoxīng Xiàn               |
| Préfecture autonome tibétaine et qiang d'Aba 阿坝藏族羌族自治州 Ābà zàngzú qiāngzú Zìzhìzhōu | Xian de Barkam                  | 马尔康县            | Mǎ'ěrkāng Xiàn             |
| Préfecture autonome tibétaine et qiang d'Aba 阿坝藏族羌族自治州 Ābà zàngzú qiāngzú Zìzhìzhōu | Xian de Wenchuan                | 汶川县              | Wènchuān Xiàn              |
| Préfecture autonome tibétaine et qiang d'Aba 阿坝藏族羌族自治州 Ābà zàngzú qiāngzú Zìzhìzhōu | Xian de Li                      | 理县                | Lǐ Xiàn                    |
| Préfecture autonome tibétaine et qiang d'Aba 阿坝藏族羌族自治州 Ābà zàngzú qiāngzú Zìzhìzhōu | Xian de Mao                     | 茂县                | Mào Xiàn                   |
| Préfecture autonome tibétaine et qiang d'Aba 阿坝藏族羌族自治州 Ābà zàngzú qiāngzú Zìzhìzhōu | Xian de Songpan                 | 松潘县              | Sōngpān Xiàn               |
| Préfecture autonome tibétaine et qiang d'Aba 阿坝藏族羌族自治州 Ābà zàngzú qiāngzú Zìzhìzhōu | Xian de Jiuzhaigou              | 九寨沟县            | Jiǔzhàigōu Xiàn            |
| Préfecture autonome tibétaine et qiang d'Aba 阿坝藏族羌族自治州 Ābà zàngzú qiāngzú Zìzhìzhōu | Xian de Jinchuan                | 金川县              | Jīnchuān Xiàn              |
| Préfecture autonome tibétaine et qiang d'Aba 阿坝藏族羌族自治州 Ābà zàngzú qiāngzú Zìzhìzhōu | Xian de Xiaojin                 | 小金县              | Xiǎojīn Xiàn               |
| Préfecture autonome tibétaine et qiang d'Aba 阿坝藏族羌族自治州 Ābà zàngzú qiāngzú Zìzhìzhōu | Xian de Heishui                 | 黑水县              | Hēishuǐ Xiàn               |
| Préfecture autonome tibétaine et qiang d'Aba 阿坝藏族羌族自治州 Ābà zàngzú qiāngzú Zìzhìzhōu | Xian de Zamtang                 | 壤塘县              | Rǎngtáng Xiàn              |
| Préfecture autonome tibétaine et qiang d'Aba 阿坝藏族羌族自治州 Ābà zàngzú qiāngzú Zìzhìzhōu | Xian d'Aba                      | 阿坝县              | Ābà Xiàn                   |
| Préfecture autonome tibétaine et qiang d'Aba 阿坝藏族羌族自治州 Ābà zàngzú qiāngzú Zìzhìzhōu | Xian de Zoigê                   | 若尔盖县            | Ruò'ěrgài Xiàn             |
| Préfecture autonome tibétaine et qiang d'Aba 阿坝藏族羌族自治州 Ābà zàngzú qiāngzú Zìzhìzhōu | Xian de Hongyuan                | 红原县              | Hóngyuán Xiàn              |
| Préfecture autonome tibétaine de Garzê 甘孜藏族自治州 Gānzī zàngzú Zìzhìzhōu                 | Xian de Kangding                | 康定县              | Kāngdìng Xiàn              |
| Préfecture autonome tibétaine de Garzê 甘孜藏族自治州 Gānzī zàngzú Zìzhìzhōu                 | Xian de Luding                  | 泸定县              | Lúdìng Xiàn                |
| Préfecture autonome tibétaine de Garzê 甘孜藏族自治州 Gānzī zàngzú Zìzhìzhōu                 | Xian de Danba                   | 丹巴县              | Dānbā Xiàn                 |
| Préfecture autonome tibétaine de Garzê 甘孜藏族自治州 Gānzī zàngzú Zìzhìzhōu                 | Xian de Jiulong                 | 九龙县              | Jiǔlóng Xiàn               |
| Préfecture autonome tibétaine de Garzê 甘孜藏族自治州 Gānzī zàngzú Zìzhìzhōu                 | Xian de Yajiang                 | 雅江县              | Yǎjiāng Xiàn               |
| Préfecture autonome tibétaine de Garzê 甘孜藏族自治州 Gānzī zàngzú Zìzhìzhōu                 | Xian de Dawu                    | 道孚县              | Dàofú Xiàn                 |
| Préfecture autonome tibétaine de Garzê 甘孜藏族自治州 Gānzī zàngzú Zìzhìzhōu                 | Xian de Luhuo                   | 炉霍县              | Lúhuò Xiàn                 |
| Préfecture autonome tibétaine de Garzê 甘孜藏族自治州 Gānzī zàngzú Zìzhìzhōu                 | Xian de Garzê                   | 甘孜县              | Gānzī Xiàn                 |
| Préfecture autonome tibétaine de Garzê 甘孜藏族自治州 Gānzī zàngzú Zìzhìzhōu                 | Xian de Xinlong                 | 新龙县              | Xīnlóng Xiàn               |
| Préfecture autonome tibétaine de Garzê 甘孜藏族自治州 Gānzī zàngzú Zìzhìzhōu                 | Xian de Dêgê                    | 德格县              | Dégé Xiàn                  |
| Préfecture autonome tibétaine de Garzê 甘孜藏族自治州 Gānzī zàngzú Zìzhìzhōu                 | Xian de Baiyü                   | 白玉县              | Báiyù Xiàn                 |
| Préfecture autonome tibétaine de Garzê 甘孜藏族自治州 Gānzī zàngzú Zìzhìzhōu                 | Xian de Sêrxü                   | 石渠县              | Shíqú Xiàn                 |
| Préfecture autonome tibétaine de Garzê 甘孜藏族自治州 Gānzī zàngzú Zìzhìzhōu                 | Xian de Sêrtar                  | 色达县              | Sèdá Xiàn                  |
| Préfecture autonome tibétaine de Garzê 甘孜藏族自治州 Gānzī zàngzú Zìzhìzhōu                 | Xian de Litang                  | 理塘县              | Lǐtáng Xiàn                |
| Préfecture autonome tibétaine de Garzê 甘孜藏族自治州 Gānzī zàngzú Zìzhìzhōu                 | Xian de Batang                  | 巴塘县              | Bātáng Xiàn                |
| Préfecture autonome tibétaine de Garzê 甘孜藏族自治州 Gānzī zàngzú Zìzhìzhōu                 | Xian de Xiangcheng              | 乡城县              | Xiāngchéng Xiàn            |
| Préfecture autonome tibétaine de Garzê 甘孜藏族自治州 Gānzī zàngzú Zìzhìzhōu                 | Xian de Daocheng                | 稻城县              | Dàochéng Xiàn              |
| Préfecture autonome tibétaine de Garzê 甘孜藏族自治州 Gānzī zàngzú Zìzhìzhōu                 | Xian de Dêrong                  | 得荣县              | Déróng Xiàn                |
| Préfecture autonome yi de Liangshan 凉山彝族自治州 Liángshān yízú Zìzhìzhōu                  | Ville de Xichang                | 西昌市              | Xīchāng Shì                |
| Préfecture autonome yi de Liangshan 凉山彝族自治州 Liángshān yízú Zìzhìzhōu                  | Xian de Yanyuan                 | 盐源县              | Yányuán Xiàn               |
| Préfecture autonome yi de Liangshan 凉山彝族自治州 Liángshān yízú Zìzhìzhōu                  | Xian de Dechang                 | 德昌县              | Déchāng Xiàn               |
| Préfecture autonome yi de Liangshan 凉山彝族自治州 Liángshān yízú Zìzhìzhōu                  | Xian de Huili                   | 会理县              | Huìlǐ Xiàn                 |
| Préfecture autonome yi de Liangshan 凉山彝族自治州 Liángshān yízú Zìzhìzhōu                  | Xian de Huidong                 | 会东县              | Huìdōng Xiàn               |
| Préfecture autonome yi de Liangshan 凉山彝族自治州 Liángshān yízú Zìzhìzhōu                  | Xian de Ningnan                 | 宁南县              | Níngnán Xiàn               |
| Préfecture autonome yi de Liangshan 凉山彝族自治州 Liángshān yízú Zìzhìzhōu                  | Xian de Puge                    | 普格县              | Pǔgé Xiàn                  |
| Préfecture autonome yi de Liangshan 凉山彝族自治州 Liángshān yízú Zìzhìzhōu                  | Xian de Butuo                   | 布拖县              | Bùtuō Xiàn                 |
| Préfecture autonome yi de Liangshan 凉山彝族自治州 Liángshān yízú Zìzhìzhōu                  | Xian de Jinyang                 | 金阳县              | Jīnyáng Xiàn               |
| Préfecture autonome yi de Liangshan 凉山彝族自治州 Liángshān yízú Zìzhìzhōu                  | Xian de Zhaojue                 | 昭觉县              | Zhāojué Xiàn               |
| Préfecture autonome yi de Liangshan 凉山彝族自治州 Liángshān yízú Zìzhìzhōu                  | Xian de Xide                    | 喜德县              | Xǐdé Xiàn                  |
| Préfecture autonome yi de Liangshan 凉山彝族自治州 Liángshān yízú Zìzhìzhōu                  | Xian de Mianning                | 冕宁县              | Miǎnníng Xiàn              |
| Préfecture autonome yi de Liangshan 凉山彝族自治州 Liángshān yízú Zìzhìzhōu                  | Xian de Yuexi                   | 越西县              | Yuèxī Xiàn                 |
| Préfecture autonome yi de Liangshan 凉山彝族自治州 Liángshān yízú Zìzhìzhōu                  | Xian de Ganluo                  | 甘洛县              | Gānluò Xiàn                |
| Préfecture autonome yi de Liangshan 凉山彝族自治州 Liángshān yízú Zìzhìzhōu                  | Xian de Meigu                   | 美姑县              | Měigū Xiàn                 |
| Préfecture autonome yi de Liangshan 凉山彝族自治州 Liángshān yízú Zìzhìzhōu                  | Xian de Leibo                   | 雷波县              | Léibō Xiàn                 |
| Préfecture autonome yi de Liangshan 凉山彝族自治州 Liángshān yízú Zìzhìzhōu                  | Xian autonome tibétain de Muli  | 木里藏族自治县      | Mùlǐ zàngzú Zìzhìxiàn      |